# Přívoz Dol – Libčice nad Vltavou

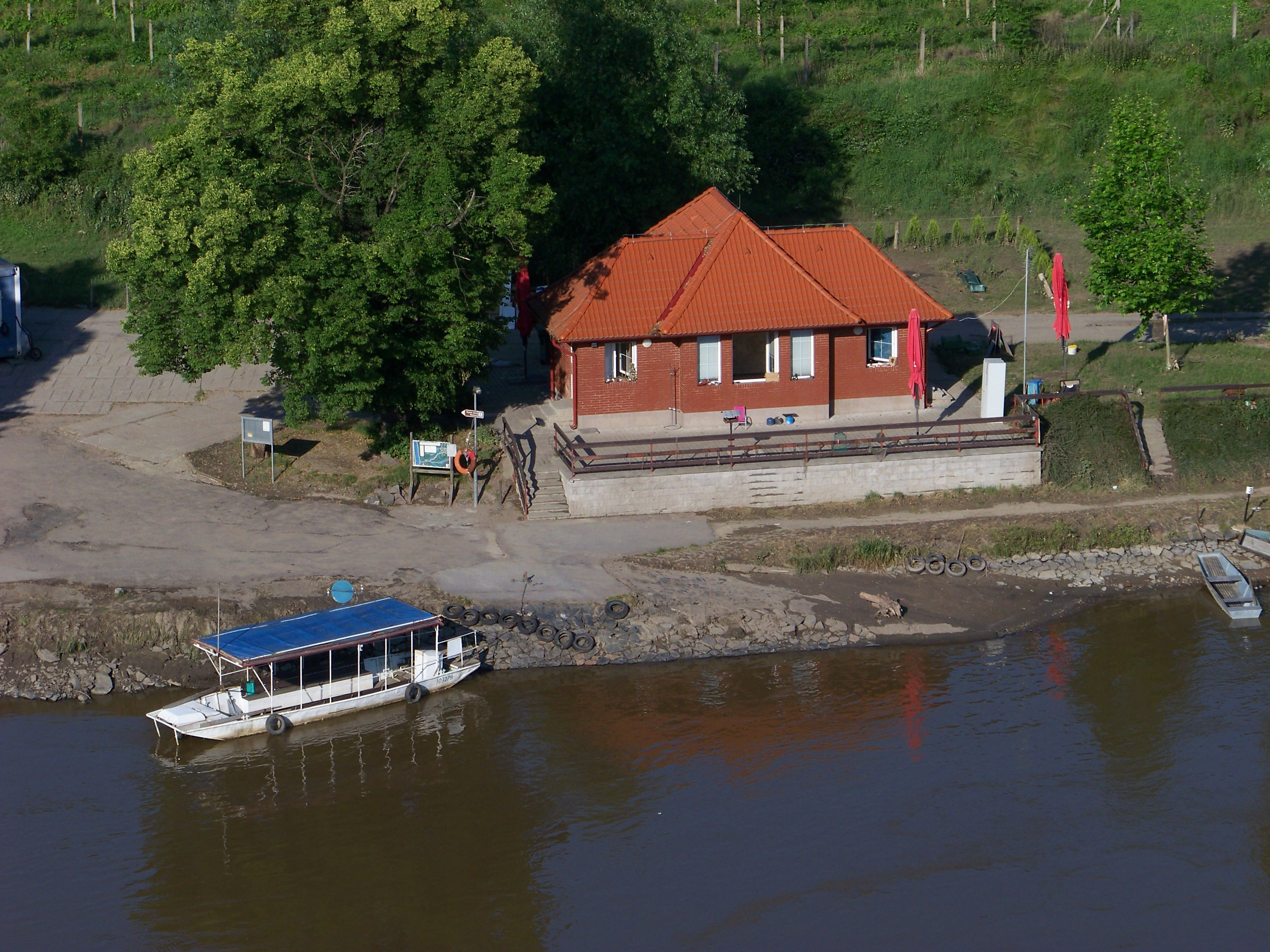
Přístaviště v Dole, pohled z Liběhradu

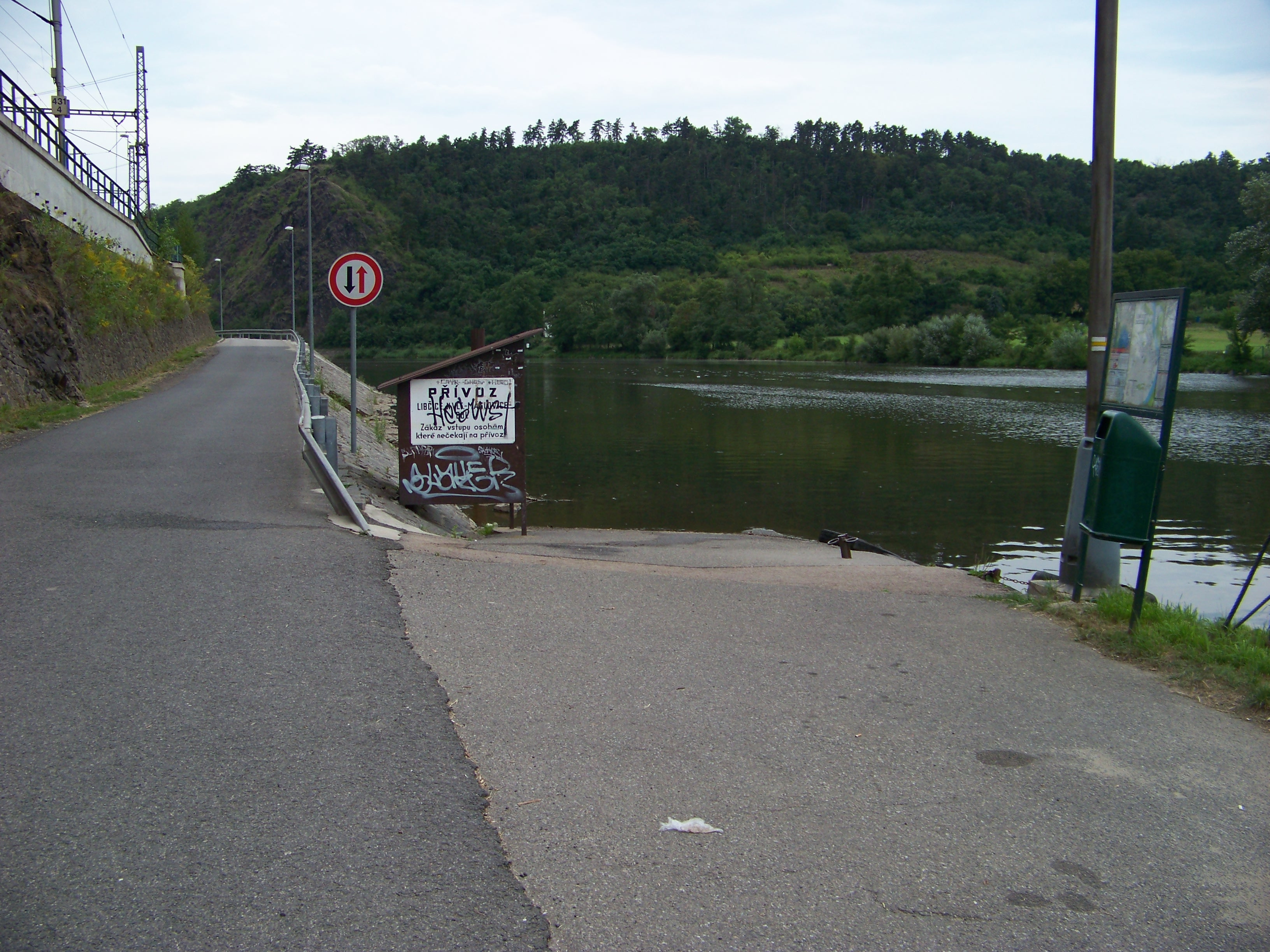
Přístaviště v Libčicích

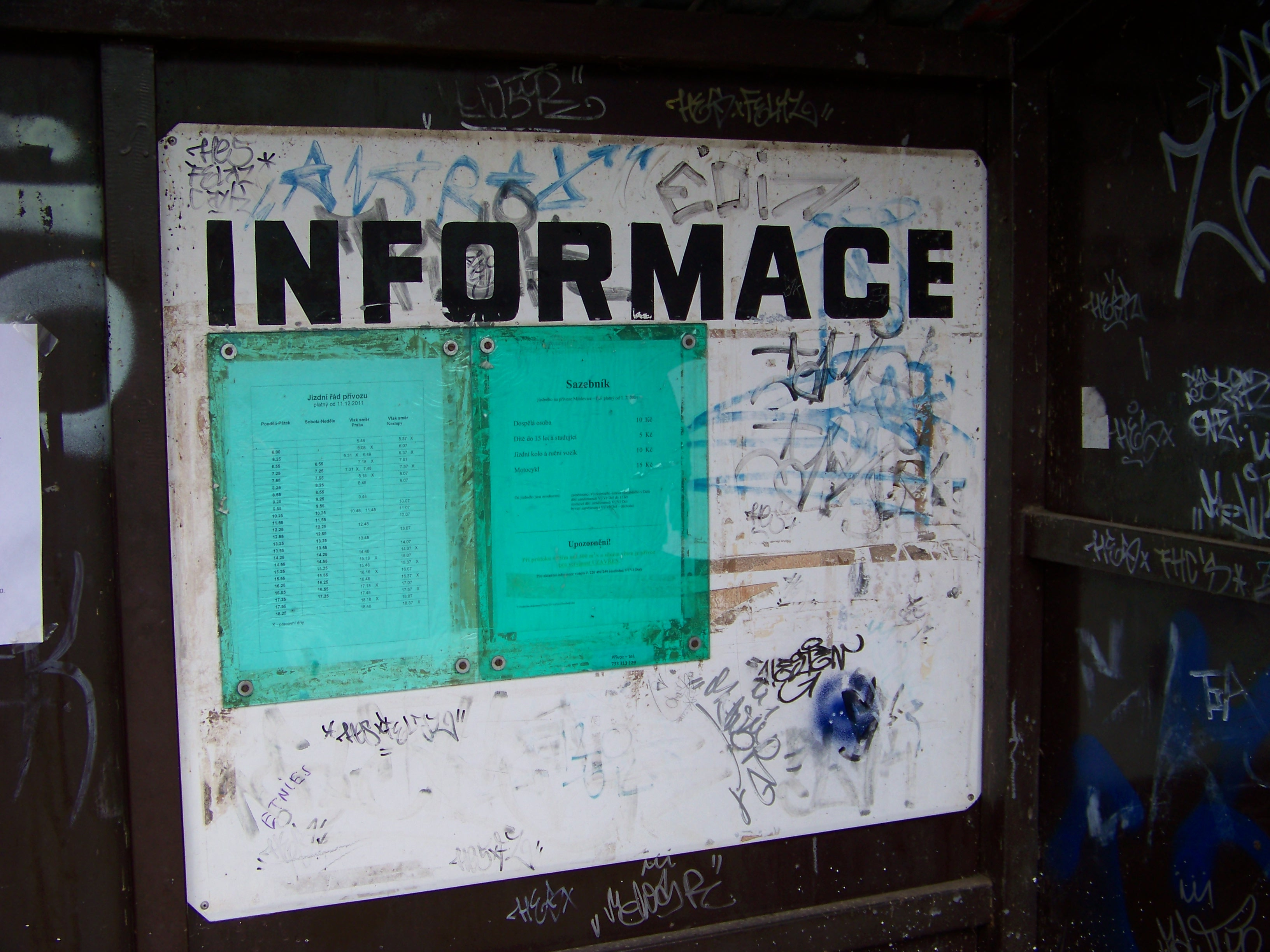
Jízdní řád a ceník na přístavišti v Libčicích

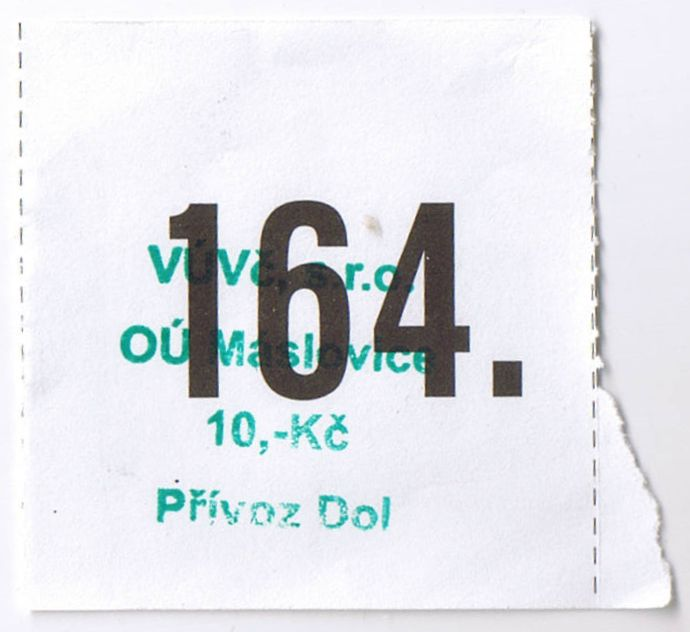
Jízdenka vydaná v lednu 2015

Přívoz Máslovice, Dol – Libčice nad Vltavou patří mezi nejstarší dosud fungující vltavské přívozy. Nachází se na říčním kilometru 28,33. Od roku 1997 ho provozuje Výzkumný ústav včelařský s. r. o. s finanční podporou obce Máslovice.

## Historie
Podle záznamu v urbáři svatovítské kapituly z roku 1557 patřilo provozování přívozu (tedy „chovat lodě k lovení ryb a převážení“) k povinnostem a výsadám držitelů mlýna. Později majitelé mlýna přívoz pronajímali. Nájemce Matěj Vlasák měl v roce 1893 povinnost odvádět ročně 120 zlatých a 84 kg ryb. Posledním nájemcem byl Břetislav Kraif z Libčic. 
V letech 1955–1959 provozovala přívoz obec Máslovice, v letech 1959–1997 okresní správa a údržba silnic. Po změně silničního zákona je od roku 1997 provozovatelem Výzkumný ústav včelařský s. r. o. v Dole s finančním příspěvkem obce Máslovice.

## Provoz
Provozován je zde motorový prám, podle zdroje z roku 2006 se spodním vodičem. Přepravuje osoby, náklady, jízdní kola, motocykly. Loď je určena pro 14 sedících cestujících.
Přívoz je provozován celoročně a denně. Jízdní řád je zveřejněn na webech výzkumného ústavu i obou obcí, konají se zhruba dvě jízdy za hodinu ve stanovených časech v návaznosti na vlaky v Libčicích. Provoz je přerušován při větru nad 45 km/h či průtoku vody nad 450 kubických metrů za sekundu.
V roce 2006 zde byli aktivními převozníky Josef Soukup a Václav Zíka.
Podle ceníku z roku 2004, platného ještě v roce 2015, je základní jízdné 10 Kč, zlevněné jízdné pro děti a studenty 5 Kč, dovozné za jízdní kolo nebo ruční vozík 10 Kč a za motocykl 15 Kč. Zaměstnanci Výzkumného ústavu včelařského a jejich nezaopatřené děti a důchodci – bývalí zaměstnanci ústavu jsou od jízdného osvobozeni. Přívoz není zařazen do žádného integrovaného dopravního systému, jízdné se platí v hotovosti a obec Máslovice cestující prosí, aby vyžadovali vydání jízdenky.
V Muzeu másla v Máslovicích si podle OÚ turisté po předložení jízdenky mohou natisknout do turistických deníků nebo na pohled speciální razítko přívozu. Obec přijímá též jakékoliv stížnosti a připomínky.

## Dopravní význam
Ze 40 zaměstnanců Výzkumného ústavu včelařského jich denně jezdí přívozem 35. Přívoz má též význam pro dopravní spojení obce Máslovice, vzdálené od přívozu pěší stezkou asi 1 kilometr, s Libčicemi a železniční tratí na levém břehu Vltavy. 
K pravému břehu od Vodochod přes Dol směrem k Děčínu vede páteřní cyklotrasa č. 7, po břehu pěší evropská dálková trasa E10, zde značená červeným pásovým značením jako trasa KČT č. 0005, po levém břehu cyklotrasa 0081 a po obou stranách řeky se nacházejí cenná a atraktivní přírodní území, takže přívoz je využíván i turisticky. Od nádraží v Libčicích vedla k přístavišti krátká žlutě značená pěší trasa KČT č. 6137, která byla na přelomu let 2014 a 2015 zrušena. U přívozu v Dole končí také místní netradiční naučně-rekreačně-umělecká Máslovická stezka.